# NGC 5823
Az NGC 5823 (más néven Caldwell 88) egy nyílthalmaz a Circinus (Körző) csillagképben.

## Felfedezése
A nyílthalmazt James Dunlop fedezte fel 1826. május 8-án.